# PlaneShift
PlaneShift är ett onlinerollspel släppt som öppen källkod. PlaneShift finns för GNU/Linux, Windows och Mac OS. PlaneShift använder sig av spelmotorn Crystal Space. Den 3 mars 2008 kom spelet i en ny version, 0.4.00 (Steel Blue).